# 고양이 백혈병 바이러스
고양이 백혈병 바이러스(FeLV+)는 고양이를 감염시키는 레트로 바이러스이다. FeLV는 침이나 코 분비물의 전달이 수반될 때 감염된 고양이로부터 전염될 수 있다. 만약 동물의 면역 체계가 패배한다면, 그 바이러스는 치명적일 수 있는 질병으로 이어질 수 있는 고양이의 면역 체계를 약화시킨다. FeLV는 고양이 대 고양이 전염성이 있기 때문에, FeLV+ 고양이는 다른 FeLV+ 고양이들과만 살아야 한다.
FeLV는 A, B, C, T의 4개의 하위 그룹으로 분류된다. 감염된 고양이는 FeLV-A와 하나 이상의 다른 하위 그룹을 가지고 있다. 증상, 예후, 치료는 모두 서브그룹의 영향을 받는다.
FeLV+ 고양이들은 종종 수명이 짧지만, 여전히 "정상적이고 건강한" 삶을 살 수 있다.

## 같이 보기
- 고양이 면역결핍바이러스
- 고양이 예방접종